# Vlajka Smolenské oblasti

Vlajka Smolenské oblasti
Poměr stran: 2:3

Vlajka Smolenské oblasti, jedné z oblastí Ruské federace, je tvořena červeným listem o poměru stran 2:3, se dvěma vodorovnými, žlutými proužky v dolní části. Poměr šířek pěti pruhů je 60:5:20:5:10. V horním, červeném pruhu je, ve vzdálenosti 1/5 délky listu, umístěn malý znak oblasti (štít pod korunou).
Červené pruhy symbolizují tři války, které prošly územím oblasti (sousedícím s dnešním Běloruskem):
- Smolenská válka (1609–1611)
- Vlastenecká válka (1812)
- 2. světová válka (1941–1945)

Červené a žluté pruhy připomínají stuhu Leninova řádu, za zásluhy o obnovu hospodářství po 2. světové válce.

## Historie
Smolenská oblast byla vytvořena 14. ledna 1929. V sovětské éře oblast neužívala žádnou vlajku. 10. prosince 1998 přijala oblastní duma (usnesením č. 179) zákon č. 38-Z „O znaku a vlajce Smolenské oblasti”. Zákon nabyl účinnosti 30. prosince 1998. Autorem vlajky je Gennadij V. Ražnov. Vlajka oblasti je evidovaná v Státním heraldickém registru Ruské federace pod č.j. 434.

## Vlajky rajónů Smolenské oblasti

Administrativní členění Smolenské oblasti

Smolenská oblast se člení na 2 města a 25 rajónů.
Města

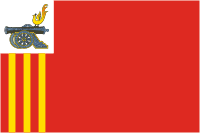
Smolensk Poměr stran: 2:3
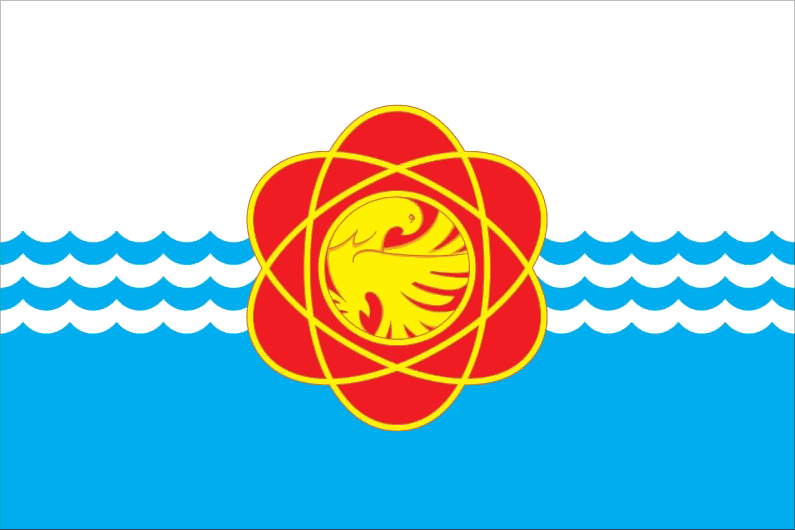
Десногорск Poměr stran: 2:3

Rajóny

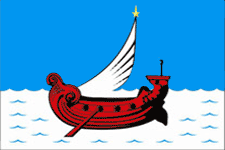
Gagarinský rajón (3) Poměr stran: 2:3
Děmidovský rajón (5) Poměr stran: 2:3
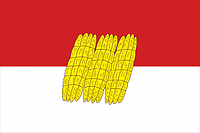
Dorogobužský rajón (6) Poměr stran: 2:3
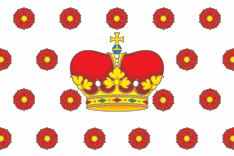
Duchovščinský rajón (7) Poměr stran: 2:3
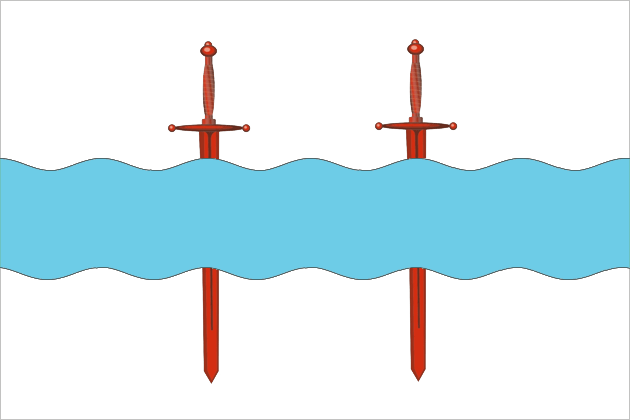
Kardymovský rajón (10) Poměr stran: 2:3
Monastyrščinský rajón (12) Poměr stran: 2:3
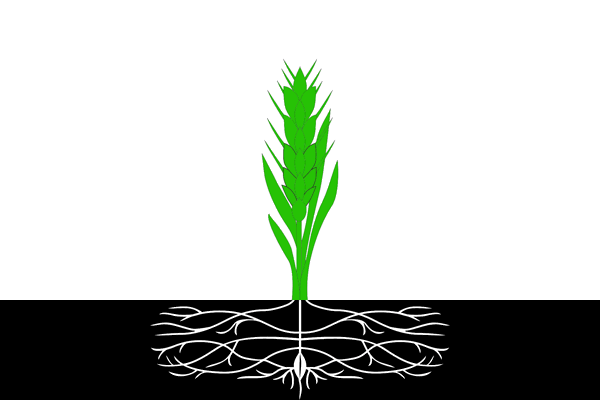
Počinkovský rajón (14) Poměr stran: 2:3
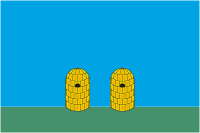
Roslavlský rajón (15) Poměr stran: 2:3
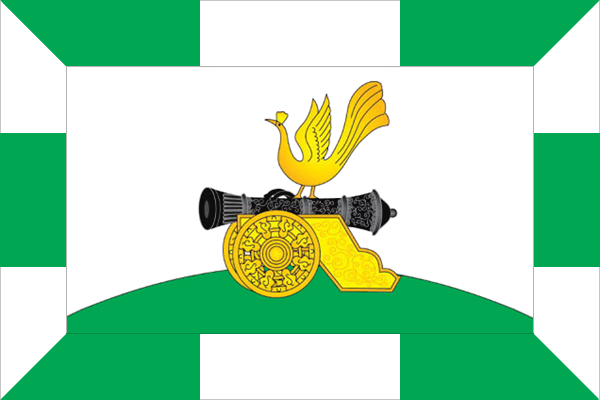
Smolenský rajón (18) Poměr stran: 2:3
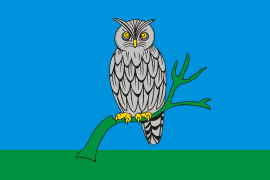
Syčjovský rajón (19) Poměr stran: 2:3
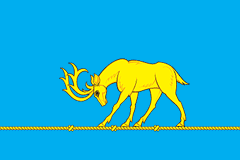
Tjomkinský rajón (20) Poměr stran: 2:3
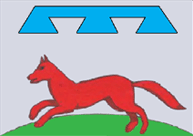
Chislavičský rajón (22) Poměr stran: 2:3
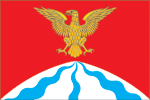
Cholm-Žirkovský rajón (23) Poměr stran: 2:3
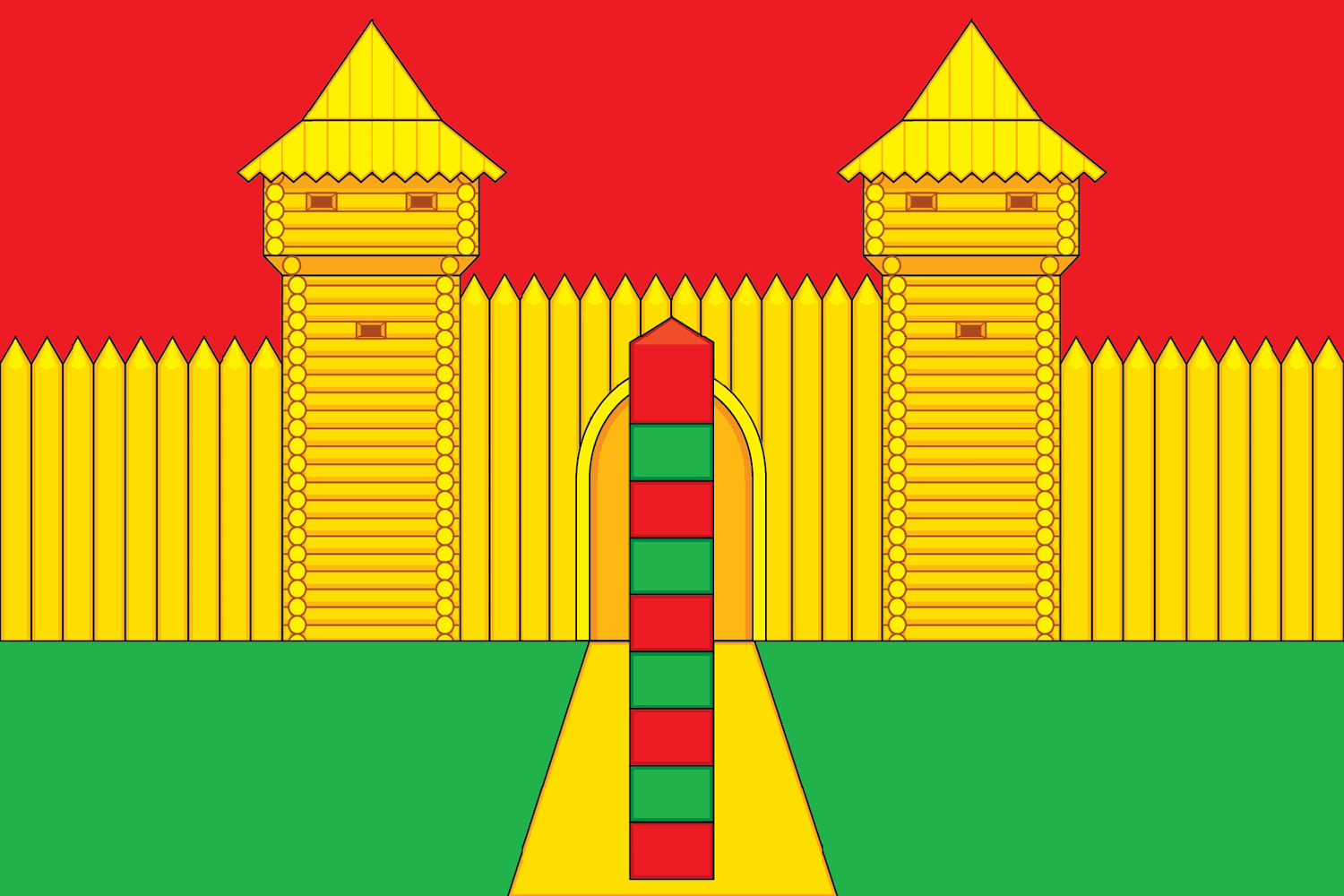
Šumjačský rajón (24) Poměr stran: 2:3
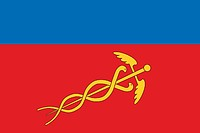
Jarcevský rajón (25) Poměr stran: 2:3